# Sonetos de la muerte
Sonetos de la muerte son una serie de poemas escritos por la poetisa y educadora chilena Lucila Godoy Alcayaga, más conocida por el seudónimo de Gabriela Mistral. Con estos sonetos ganó el concurso literario de los Juegos Florales de Santiago el 22 de diciembre de 1914 y saltó a la fama a nivel nacional.

## Historia
A la par de ejercer la labor docente, Lucila Godoy comenzó a publicar su obra en los diarios a partir de 1904. Trabajaba como maestra de Gramática e Historia en una escuela para señoritas de la ciudad de Los Andes, cuando decidió inscribir una serie de tres poemas denominados Sonetos de la muerte al concurso literario de los Juegos Florales de Santiago efectuado el 22 de diciembre de 1914. Los cuales envió bajo el seudónimo de Gabriela Mistral.
Se ha dicho que la autora estaba enamorada de Romelio Ureta y que la inspiración para crear estos versos fue el dolor que sintió tras su suicidio en 1909, motivado por la incapacidad de cubrir un desfalco que realizó en la empresa donde laboraba. Sin embargo, la investigadora Sakoto Tamura afirma que la muerte es un tema recurrente en buena parte de los primeros textos conocidos de Mistral publicados de 1904 a 1908, tiempo antes del suicidio de Ureta.
Los Sonetos de la muerte fueron publicados en Primerose en febrero de 1915 y posteriormente en Zig-Zag en marzo del mismo año.
Estos sonetos forman parte de un grupo más extenso de poemas sobre la misma temática que la autora escribió entre 1912 y 1915, que ahora se sabe está conformado al menos por 13 sonetos.